# Alex Caffi
Pour le joueur de hockey sur glace, voir Alex Caffi (hockey sur glace).
Alessandro Caffi, dit Alex Caffi, né le 18 mars 1964 à Rovato dans la province de Brescia (Lombardie), est un pilote automobile italien.

## Biographie
Après trois saisons dans le championnat d'Italie de Formule 3, Alex Caffi accède à la Formule 1 fin 1986, à l'occasion de son Grand Prix national, sur une Osella. Convaincu par le potentiel du jeune Italien, Osella l'engage pour la totalité de la saison suivante. Malgré le très faible niveau de compétitivité de sa monture qui ne lui permet de rallier l'arrivée qu'une fois (en 12e position à Imola) Caffi séduit les observateurs grâce à quelques performances intéressantes en qualification.
En 1988, il est engagé par la nouvelle écurie Scuderia Italia, qui engage des Dallara. Après une première saison discrète, il éclate véritablement en 1989, où il met à profit l'excellent comportement de ses pneus Pirelli pour signer quelques performances mémorables sur certains tracés spécifiques. À Monaco, il termine la course à une remarquable quatrième position, puis dans les rues de Phoenix, il est en route vers la deuxième place du podium lorsqu'il se fait harponner par son coéquipier Andrea De Cesaris à qui il prenait un tour. Signalons également sa qualification en deuxième ligne au Grand Prix de Hongrie. 
Recruté par l'équipe Arrows en 1990, Caffi connaît un début de saison délicat à la suite d'un accident de vélo, mais fait à nouveau parler de lui de manière positive à Monaco, où il termine à une jolie cinquième place. Alors considéré comme un solide espoir de la Formule 1, Caffi mise beaucoup sur la saison 1991, que l'écurie Arrows (devenue Footwork) aborde avec de grandes ambitions, notamment grâce au soutien officiel du motoriste Porsche, de retour en F1 avec un moteur V12 atmosphérique. Mais l'année 1991 va tourner au cauchemar pour Caffi. Le V12 Porsche tant attendu s'avère être un retentissant fiasco (trop lourd, trop encombrant, pas assez puissant) et Caffi manque sa qualification lors des quatre premières manches de la saison. À Monaco, il doit même être conduit à l'hôpital à la suite d'un accident très violent au cours duquel il a littéralement détruit sa voiture. Ne souffrant finalement d'aucune blessure, il se blesse gravement (mâchoire fracturée) quelques jours plus tard dans un accident de la circulation, et doit observer une longue convalescence. De retour au volant à partir du Grand Prix d'Allemagne fin juillet, il continue d'enchaîner les non-qualifications et doit attendre la toute fin de saison pour faire enfin son retour sur les grilles de départ.
Sa réputation fortement écornée, Caffi trouve un volant pour la saison 1992, mais seulement pour le compte de la nouvelle écurie italienne Andrea Moda Formula. Présentes lors des deux premières manches de la saison, les monoplaces italiennes n'obtiennent pas le droit de tenter de se qualifier en raison d'un imbroglio juridique avec la FIA, contraignant Alex Caffi et son coéquipier Enrico Bertaggia au chômage technique. Caffi préfère alors quitter l'écurie.
Sa carrière en Formule 1 définitivement brisée, Caffi se reconvertit dans les épreuves d'endurance. En 2007, il participe au championnat Grand Prix Masters, qui oppose d'anciens pilotes de Formule 1. En 2011, il participe au Rallye de Monte-Carlo sur une Škoda Fabia et se classe onzième.

## Résultats en championnat du monde de Formule 1
| Saison | Écurie                            | Châssis         | Moteur                                   | Pneus    | GP disputés | Points inscrits | Classement |
| ------ | --------------------------------- | --------------- | ---------------------------------------- | -------- | ----------- | --------------- | ---------- |
| 1986   | Osella Squadra Corse              | FA1F            | Alfa Romeo V8 turbo                      | Pirelli  | 1           | 0               | n.c.       |
| 1987   | Osella Squadra Corse              | FA1F FA1I       | Alfa Romeo V8 turbo                      | Goodyear | 14          | 0               | n.c.       |
| 1988   | BMS Scuderia Italia               | Dallara 188     | Ford-Cosworth V8                         | Pirelli  | 14          | 0               | n.c.       |
| 1989   | BMS Scuderia Italia               | Dallara 189     | Ford-Cosworth V8                         | Pirelli  | 14          | 4               | 16e        |
| 1990   | Footwork Arrows Racing            | A11B            | Ford-Cosworth V8                         | Goodyear | 11          | 2               | 16e        |
| 1991   | Footwork Grand Prix International | A11C FA12 FA12C | Porsche V12 Porsche V12 Ford-Cosworth V8 | Goodyear | 2           | 0               | n.c.       |
| 1992   | Andrea Moda Formula               | C4B S921        | Judd V8                                  | Goodyear | 0           | 0               | n.c.       |

## Résultats aux 24 heures du Mans
| Années | Châssis                | Écuries              | Coéquipiers                              | Résultats |
| ------ | ---------------------- | -------------------- | ---------------------------------------- | --------- |
| 1999   | Courage C52            | Courage Compétition  | Andrea Montermini/Domenico Schiattarella | 6e        |
| 2004   | Porsche 911 GT3 RS     | Seikel Motorsport    | Gabrio Rosa/Peter Van Merksteijn         | Abandon   |
| 2007   | Spyker C8 Spyder GT2-R | Spyker Squadron b.v. | Andrea Belicchi/Andrea Chiesa            | Abandon   |